# Universidad de Especialidades Turísticas
La Universidad de Especialidades Turísticas , también conocida como UDET, es una universidad privada de Ecuador. Anteriormente se denominó con las siglas UCT.